# Caravaggio (film, 1986)
Caravaggio je britský hraný film režiséra Dereka Jarmana z roku 1986. Jde o historické životopisné drama pojímající osobnost italského barokního malíře Michelangela Merisi da Caravaggio (1571–1610).

## Film
Carravagio představuje Jarmanovo nejznámější filmové dílo. Připravoval je celých sedm let, v jejichž průběhu vzniklo 17 verzí scénáře.
Natočen byl s rozpočtem asi 475 tisíc liber, s několika známými i tehdy neznámými herci. David Bordwell označil film v rámci Jarmanovy tvorby zjednodušeně za mainstreamový, i když výrazně přesahuje nároky kladené na běžnou kinematografickou tvorbu hlavního proudu.
Film je druhým v pořadí ze čtyř životopisných snímků Dereka Jarmana; dalšími byly Sebastiane (1976), Edward II. (1991) a Wittgenstein (1993).
Caravaggio sám vypráví svůj příběh retrospektivně formou vzpomínek umírajícího umělce na své osobní a tvůrčí prožitky. Jarman však film nepojal jako běžný životopisný film, nýbrž jako silně stylizovanou představu malířova světa, v níž se nenechal omezovat ani historickými souvislostmi. Příběh ve filmu téměř chybí, pozornost se soustřeďuje na osobu malíře a jeho tvorbu. Čas nehraje významnou roli, střídají se malířovy životní etapy a Jarman použil i řadu anachronismů: kostýmy ze 17. století i ze současnosti jsou doplňovány motocyklem, psacím strojem, cigaretou. Ve filmu se také objevuje řada autobiografických prvků. Caravaggia s režisérem pojí homosexuální orientace.

## Obsazení
| Nigel Terry      | Caravaggio              |
| Sean Bean        | Ranuccio                |
| Tilda Swintonová | Lena                    |
| Dexter Fletcher  | mladý Caravaggio        |
| Michael Gough    | Kardinál Del Monte      |
| Nigel Davenport  | Giustiniani             |
| Robbie Coltrane  | Scipione Borghese       |
| Garry Cooper     | Davide                  |
| Spencer Leight   | Jerusaleme              |
| Noam Almaz       | Caravaggio jako chlapec |

## Zajímavosti
Caravaggio představoval první Jarmanovu spolupráci s herečkou Tildou Swinton a zároveň její první filmovou roli.
Autorem kopií Caravaggiových maleb použitých ve filmu byl filmový architekt Christopher Hobbs, který spolupracoval i na Jarmanových filmech Sebastiane (jako ilustrátor), Jubilee (jako kostýmní návrhář), The Last of England a Edward II., na Sametové extázi (Velvet Goldmine) Todda Haynese či Orlandovi Sally Potter. V Sebastianovi, Edwardovi II. a Andělské konverzaci také zahrál vedlejší postavy.
Film byl uveden v hlavní soutěži Berlínského mezinárodního filmového festivalu (Berlinale) 1986, kde získal ocenění mezinárodní poroty Stříbrný medvěd za ojedinělý počin.
V roce filmové premiéry vyšel knižně i Jarmanův kompletní scénář k filmu s komentářem.
V českých kinech nebyl film před rokem 1989 uváděn, poté se objevil v klubové distribuci. V roce 2000 byl mimo jiné uveden na filmové přehlídce Duha nad Brnem.